# Ківерцівська міська рада
Ківерцівська міська рада Ківерцівської міської територіальної громади (до 2018 року — Ківерцівська міська рада Ківерцівського району Волинської області) — орган місцевого самоврядування Ківерцівської міської територіальної громади Волинської області з розміщенням в місті Ківерці.

## Склад ради
Рада складається з 26 депутатів та голови.
Перші вибори депутатів ради та голови громади відбулись 23 грудня 2018 року. Було обрано 26 депутатів ради, з них (за суб'єктами висування): УКРОП — 6, БПП «Солідарність» — 5, Всеукраїнське об'єднання «Батьківщина» — 4, «Громадянська позиція» — 3, Громадський рух «Народний контроль», Радикальна партія Олега Ляшка, Аграрна партія України та Народний рух України — по 2.
Головою громади обрали позапартійного самовисуванця Володимира Жгутова, тодішнього Ківерцівського міського голову.
При раді створені чотири постійні депутатські комісії:
- з питань планування, бюджету, фінансів, економічного розвитку, підприємництва та комунального майна;
- з питань культури, освіти, медицини, соціального захисту, законності та правопорядку, молоді, спорту, міжнародної співпраці, об'єднання громад та регламенту;
- з питань містобудування, архітектури, землеустрою та екології;
- з питань благоустрою, житлово-комунального господарства транспорту, зв'язку, торгівлі та побутового обслуговування населення, об'єднання співвласників багатоквартирних будинків.

## Історія
До 9 січня 2019 року — адміністративно-територіальна одиниця в Ківерцівському районі Волинської області з територією 5,98 км², населенням 14 611 осіб (станом на 1 січня 2013 року) та підпорядкуванням м. Ківерці.

### Керівний склад попередніх скликань
| Прізвище, ім'я, по батькові    | Основні відомості                                                                        | Дата обрання | Дата звільнення |
| ------------------------------ | ---------------------------------------------------------------------------------------- | ------------ | --------------- |
| Жгутов Володимир Володимирович | Міський голова, 1972 року народження, освіта вища                                        | 26.03.2006   | 31.10.2010      |
| Жгутов Володимир Володимирович | Міський голова, 1972 року народження, освіта вища, член політичної партії «Наша Україна» | 31.10.2010   | 25.10.2015      |
| Жгутов Володимир Володимирович | Міський голова, 1972 року народження, освіта вища                                        | 25.10.2015   |                 |

Примітка: таблиця складена за даними сайту Верховної Ради України

### Депутати
За результатами місцевих виборів 2010 року депутатами ради стали:

#### За суб'єктами висування
| Суб'єкт висування                                       | Кількість обраних депутатів | %    |
| ------------------------------------------------------- | --------------------------- | ---- |
| Політична партія Всеукраїнське об'єднання «Батьківщина» | 18                          | 60   |
| Політична партія «Наша Україна»                         | 5                           | 16,7 |
| Політична партія Всеукраїнське об'єднання «Свобода»     | 3                           | 10   |
| Політична партія «За Україну!»                          | 3                           | 10   |
| Політична партія «Сильна Україна»                       | 1                           | 3,3  |

#### За округами
| № округу                                                | Прізвище, ім'я, по батькові       | Дата визнання обраним | Освіта             | Партійна приналежність                        | Відомості про обраного депутата |
| ------------------------------------------------------- | --------------------------------- | --------------------- | ------------------ | --------------------------------------------- | --- |
| Політична партія Всеукраїнське об'єднання «Батьківщина» |                                   |                       |                    |                                               | |
| б/м                                                     | Прус Ірина Олексіївна             | 03.11.2010            | вища               | член Всеукраїнського об'єднання «Батьківщина» | Волинська обласна рада, юрист |
| б/м                                                     | Ольхович Сергій Васильович        | 03.11.2010            | вища               | член Всеукраїнського об'єднання «Батьківщина» | Ківерцівське районне відділення Приватбанку, керуючий відділенням                                                                     |
| б/м                                                     | Дем'янюк Олександр Йосипович      | 03.11.2010            | вища               | член Всеукраїнського об'єднання «Батьківщина» | Університет розвитку людини «Україна», проректор з навчальної роботи                                                                  |
| б/м                                                     | Семенюк Леонтій Степанович        | 03.11.2010            | вища               | член Всеукраїнського об'єднання «Батьківщина» | пенсіонер |
| б/м                                                     | Дубина Любов Леонтіївна           | 03.11.2010            | середня спеціальна | член Всеукраїнського об'єднання «Батьківщина» | пенсіонер |
| б/м                                                     | Квач Андрій Степанович            | 03.11.2010            | вища               | член Всеукраїнського об'єднання «Батьківщина» | Загальноосвітня школа І-ІІІ ст. с. Прилуцьке, директор школи                                                                          |
| б/м                                                     | Тетюрко Інна Миколаївна           | 03.11.2010            | вища               | член Всеукраїнського об'єднання «Батьківщина» | Ківерцівська редакція проводового радіомовлення, керівник                                                                             |
| 1                                                       | Сніжко Сергій Володимирович       | 03.11.2010            | вища               | член Всеукраїнського об'єднання «Батьківщина» | пенсіонер |
| 2                                                       | Прус Василь Вікторович            | 03.11.2010            | вища               | член Всеукраїнського об'єднання «Батьківщина» | Рожищанський ветеринарний технікум, викладач                                                                                          |
| 6                                                       | Хитрик Іван Данилович             | 03.11.2010            | вища               | член Всеукраїнського об'єднання «Батьківщина» | Ківерцівська ЦРЛ, заступник головного лікаря                                                                                          |
| 7                                                       | Новосад Любов Василівна           | 03.11.2010            | вища               | член Всеукраїнського об'єднання «Батьківщина» | Ківерцівська районна організація Товариство Червоного Хреста, голова товариства                                                       |
| 8                                                       | Дмитрук Ігор Йосипович            | 03.11.2010            | вища               | член Всеукраїнського об'єднання «Батьківщина» | підприємець |
| 9                                                       | Левасюк Інна Іванівна             | 03.11.2010            | середня спеціальна | член Всеукраїнського об'єднання «Батьківщина» | редакція газети «Вільним Шляхом», головний бухгалтер                                                                                  |
| 10                                                      | Шевчук Дмитро Іванович            | 03.11.2010            | вища               | член Всеукраїнського об'єднання «Батьківщина» | Ківерцівська гімназія, директор |
| 11                                                      | Мельничук Олександр Андрійович    | 03.11.2010            | вища               | позапартійний                                 | Головне управління МНС України у Волинській області, заступник начальника управління                                                  |
| 12                                                      | Михайленко Людмила Павлівна       | 03.11.2010            | вища               | член Всеукраїнського об'єднання «Батьківщина» | Ківерцівська гімназія, вчитель |
| 13                                                      | Філіпчук Надія Федорівна          | 03.11.2010            | вища               | член Всеукраїнського об'єднання «Батьківщина» | пенсіонер |
| 14                                                      | Гордійчук Єва Семенівна           | 03.11.2010            | вища               | член Всеукраїнського об'єднання «Батьківщина» | пенсіонер |
| Політична партія Всеукраїнське об'єднання «Свобода»     |                                   |                       |                    |                                               | |
| б/м                                                     | Вронський Олександр Станіславович | 03.11.2010            | середня спеціальна | член Всеукраїнського об'єднання «Свобода»     | підприємець |
| б/м                                                     | Вронський Віталій Володимирович   | 03.11.2010            | незакінчена вища   | член Всеукраїнського об'єднання «Свобода»     | підприємець |
| б/м                                                     | Стецькович Роман Іванович         | 03.11.2010            | вища               | член Всеукраїнського об'єднання «Свобода»     | Ківерцівський центр учнівської молоді, керівник гуртка                                                                                |
| Політична партія «За Україну!»                          |                                   |                       |                    |                                               | |
| б/м                                                     | Третяк Сергій Валерійович         | 03.11.2010            | вища               | член Політичної партії «За Україну!»          | Ківерцівська міська рада, секретар виконавчого комітету                                                                               |
| б/м                                                     | Мучак Олена Павлівна              | 03.11.2010            | вища               | позапартійна                                  | Ківерцівська експериментальна всеукраїнського рівня загальноосвітня школа І-ІІІ ст., заступник директора по навчально-виховній роботі |
| 4                                                       | Борульник Юлія Олександрівна      | 03.11.2010            | вища               | член Політичної партії «За Україну!»          | ДВТП «Волиньфарпостач», провізор |
| Політична партія «Наша Україна»                         |                                   |                       |                    |                                               | |
| б/м                                                     | Гоманюк Олексій Васильович        | 03.11.2010            | вища               | позапартійний                                 | загальноосвітня школа № 4 м. Ківерці, вчитель географії та економіки                                                                  |
| б/м                                                     | Кацевич Людмила Семенівна         | 03.11.2010            | вища               | позапартійна                                  | Ківерцівська РДА, заступник начальника відділу освіти                                                                                 |
| б/м                                                     | Кочетов Петро Петрович            | 03.11.2010            | вища               | член Політичної партії «Наша Україна»         | Комунальне підприємство, Волинське обласне бюро технічної інвентаризації", приймальник замовлень                                      |
| 5                                                       | Жебрун Інна Володимирівна         | 03.11.2010            | вища               | позапартійна                                  | Ківерцівська міська рада, провідний спеціаліст апарату міської ради та його виконавчого комітету                                      |
| 15                                                      | Гетьманчук Сергій Анатолійович    | 03.11.2010            | середня спеціальна | член Політичної партії «Наша Україна»         | підприємець |
| Політична партія «Сильна Україна»                       |                                   |                       |                    |                                               | |
| 3                                                       | Смірнова Іоланта Борисівна        | 08.02.2011            | вища               | член Політичної партії «Сильна Україна»       | ТОВ «Тартак», заступник директора |